# Stefanie Kunschke
Stefanie Kunschke (* in Mönchengladbach) ist eine deutsche Opern-, Operetten, Lied- und Oratoriensängerin in der Stimmgattung lyrischer Sopran. Sie ist seit 2007 Mitglied im Solistenensemble des Staatstheater am Gärtnerplatz.

## Leben und künstlerisches Wirken
Als Kind war sie Schülerin der städtischen Musikschule in Mönchengladbach, wo sie später auch Gesang und Blockflöte unterrichtete und die Gladbacher Singschule mitbegründete. Zudem leitete sie mehrere Chöre im Umkreis von Köln und den Chor der Philharmonie Junger Christen in Augsburg.
Nach dem Abitur studierte sie Schulmusik, Instrumental- und Gesangspädagogik an der Hochschule für Musik in Köln. Dort waren ihre Lehrer Klesie Kelly und Arthur Janzen. Ihre Reifeprüfung legte sie im Bereich Oper, Oratorium und Lied ab. 2002 beschloss sie ihr Studium mit dem Konzertexamen.
Während ihres Studiums war sie Mitglied der Gächinger Kantorie Stuttgart (Leitung Helmuth Rilling). Ferner besuchte sie Meisterkurse unter anderem bei Liselotte Hammes, Klesie Kelly, Sissel Hoyem-Aune, Christoph Prégardien, Barbara Schlick und Ingrid Figur. Erste Engagements führten sie während ihres Studiums an die Oper Bonn und an das Theater Hagen. An der Jungen Kammeroper Köln trat sie als Pamina in Die Zauberflöte auf.
Ihr erstes festes Engagement erhielt Stefanie Kunschke 2002 am Theater Lübeck, wo sie bis 2006 engagiert war. 
Dort konnte sie sich Partien des leichteren lyrischen Fachs ersingen und erspielen, sich aber auch stimmlich weiterentwickeln. So sang sie u. a. Anne Trulove in Rakes Progress, Gretel in Hänsel und Gretel, Mrs Wordsworth in Albert Herring, Zerlina in Don Giovanni, Stasi in der Csardasfürstin, Christel im Vogelhändler und Marie in Zar und Zimmermann.
Von Lübeck wechselte sie 2007 als lyrischer Sopran an das Theater Augsburg. Einige Monate später wurde ihr der Augsburger Theaterpreis verliehen. Sie sang unter anderem Hero in Béatrice et Bénédict (Berlioz) und Despina in Così fan tutte.
Am Beginn der Spielzeit 2007/2008 wurde Kunschke Ensemblemitglied am Staatstheater am Gärtnerplatz. Dort waren ihre wichtigsten Partien Micaela in Carmen, Pamina in der Zauberflöte (Premiere der Inszenierung von Rosamund Gilmore), Adina in Der Liebestrank, Komtesse Stasi in der Csárdásfürstin, Susanna in Die Hochzeit des Figaro (Regie: Alfred Kirchner), Valencienne (Die lustige Witwe), Adelaide (Die Schöne und das Biest) und Lisida (Liebe und Eifersucht). 
Stefanie Kunschke arbeitet als Lied- und Oratoriensängerin besonders auch im Bereich Alte Musik in verschiedenen Barockensembles, so mit dem Barockensemble Bel Tempo. Konzertreisen führten sie nach England, Moskau, Spanien, Schweden und Frankreich. Aus Konzertmitschnitten mit Werken von Kompositionen der Gegenwart sind CDs hervorgegangen.

## Auszeichnungen
- 2007: Augsburger Theaterpreis